# Joshua Tuasulia
Joshua Tuasulia (14 giugno 1988) è un calciatore salomonese, difensore del Marist.

## Carriera

### Club
Nel 2011, dopo aver militato al Suva, si trasferisce al Marist.

### Nazionale
Ha debuttato in Nazionale il 6 giugno 2012, in Nuova Zelanda-Isole Salomone (1-1). Ha partecipato, con la Nazionale, alla Coppa delle nazioni oceaniane 2012. Ha collezionato in totale, con la maglia della Nazionale, due presenze.

## Statistiche

### Cronologia presenze e reti in Nazionale
| Cronologia completa delle presenze e delle reti in nazionale ― Isole Salomone | Cronologia completa delle presenze e delle reti in nazionale ― Isole Salomone | Cronologia completa delle presenze e delle reti in nazionale ― Isole Salomone | Cronologia completa delle presenze e delle reti in nazionale ― Isole Salomone | Cronologia completa delle presenze e delle reti in nazionale ― Isole Salomone | Cronologia completa delle presenze e delle reti in nazionale ― Isole Salomone | Cronologia completa delle presenze e delle reti in nazionale ― Isole Salomone | Cronologia completa delle presenze e delle reti in nazionale ― Isole Salomone |
| Data                                                                          | Città                                                                         | In casa                                                                       | Risultato                                                                     | Ospiti                                                                        | Competizione                                                                  | Reti                                                                          | Note                                                                          |
| ----------------------------------------------------------------------------- | ----------------------------------------------------------------------------- | ----------------------------------------------------------------------------- | ----------------------------------------------------------------------------- | ----------------------------------------------------------------------------- | ----------------------------------------------------------------------------- | ----------------------------------------------------------------------------- | ----------------------------------------------------------------------------- |
| 6-6-2012                                                                      | Honiara                                                                       | Nuova Zelanda                                                                 | 1 – 1                                                                         | Isole Salomone                                                                | Qual. Mondiali 2014                                                           | -                                                                             | 39’                                                                           |
| 10-6-2012                                                                     | Honiara                                                                       | Isole Salomone                                                                | 3 – 4                                                                         | Nuova Zelanda                                                                 | Qual. Mondiali 2014                                                           | -                                                                             | 38’                                                                           |
| Totale                                                                        |                                                                               | Presenze                                                                      | 2                                                                             |                                                                               | Reti                                                                          | 0                                                                             |                                                                               |